# Moncton Magic
Moncton Magic es un equipo de baloncesto canadiense que juega en la NBL Canadá, la primera competición profesional de su país. Tiene su sede en la ciudad de Moncton, Nuevo Brunswick, y disputa sus partidos como local en el Avenir Centre, con capacidad para 8.800 espectadores.

## Historia
En 2011, los Moncton Miracles se fundaron e hicieron su debut en la temporada 2011-12 de la Liga Nacional de Baloncesto de Canadá. Después de tres temporadas de operaciones bajo la administración de la liga y sin dueño, la NBL Canadá vendió una nueva franquicia a tres empresas locales para jugar como Moncton Magic en 2017.

## Trayectoria
| Temporada | Entrenador  | Temporada regular | Temporada regular | Temporada regular | Temporada regular | Playoffs | Playoffs | Playoffs | Playoffs                   |
| Temporada | Entrenador  | PG                | PP                | % PG              | Clasif.           | PG       | PP       | % PG     | Resultado                  |
| --------- | ----------- | ----------------- | ----------------- | ----------------- | ----------------- | -------- | -------- | -------- | -------------------------- |
| 2017–18   | Joe Salerno | 23                | 17                | .575              | 2º                | 4        | 6        | .400     | Pierde finales de División |
| 2018–19   | Joe Salerno | 27                | 13                | .675              | 1º                | 11       | 3        | .786     | Gana Campeonato            |
| Total     | Total       | 50                | 30                | .625              | —                 | 15       | 9        | .625     | 1 Campeonato de liga       |